# Luminare

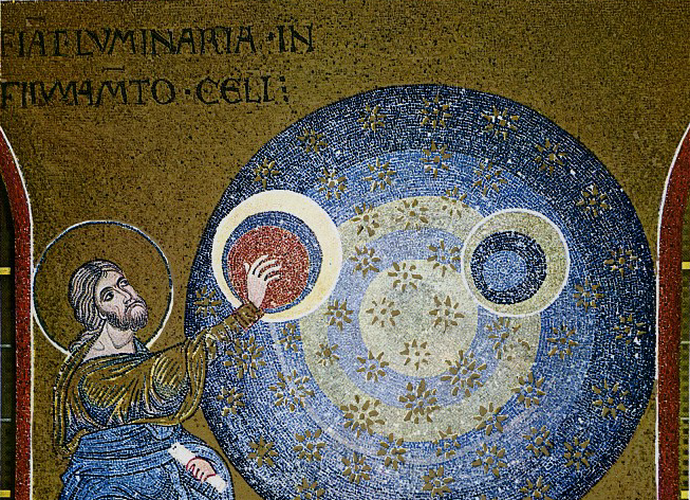
Creazione dei due Luminari secondo la Genesi (mosaico nel duomo di Monreale)

Il luminare è un astro splendente; nell'astrologia occidentale ci si riferisce in particolare ai due pianeti principali: il Sole e la Luna.
La distinzione tra pianeta e luminare ha pochi risvolti pratici.

## Assegnazione dei domicili e degli esili
Nell'assegnazione dei domicili tolemaici i luminari sono gli unici pianeti a cui è assegnato un unico domicilio, ovvero: 
- la Luna è domiciliata in Cancro e
- il Sole è domiciliato in Leone.

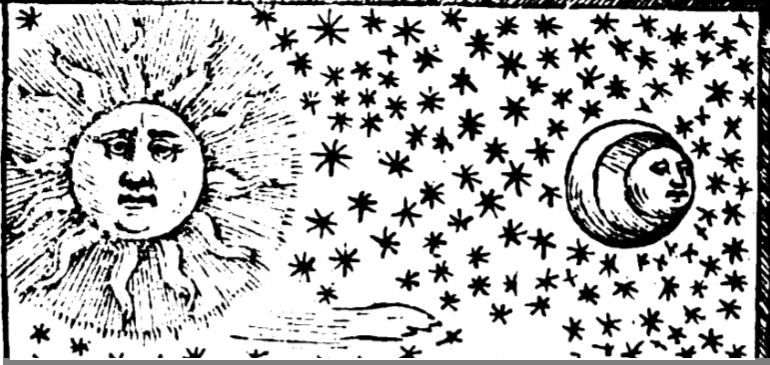
Illustrazione da una traduzione italiana del trattato di Giovanni Sacrobosco De Sphaera Mundi (1537)

Questa assegnazione suddivide lo zodiaco in due parti: dal Leone al Capricorno lo zodiaco è considerato diurno in quanto vicino al domicilio del Sole, mentre dall'Aquario al Cancro lo zodiaco è considerato notturno in quanto vicino al domicilio della Luna. Il domicilio del Sole è soltanto diurno, quello della Luna è soltanto notturno, mentre invece agli altri cinque pianeti tolemaici sono assegnati due domicili: uno diurno ed uno notturno.
Analogamente nell'assegnazione degli esili, il Sole ha solo l'esilio notturno in Aquario e la Luna ha solo l'esilio diurno in Capricorno; gli altri pianeti hanno un esilio notturno e un esilio diurno.

## Caratteristiche dei luminari
(Genesi, 14-16)

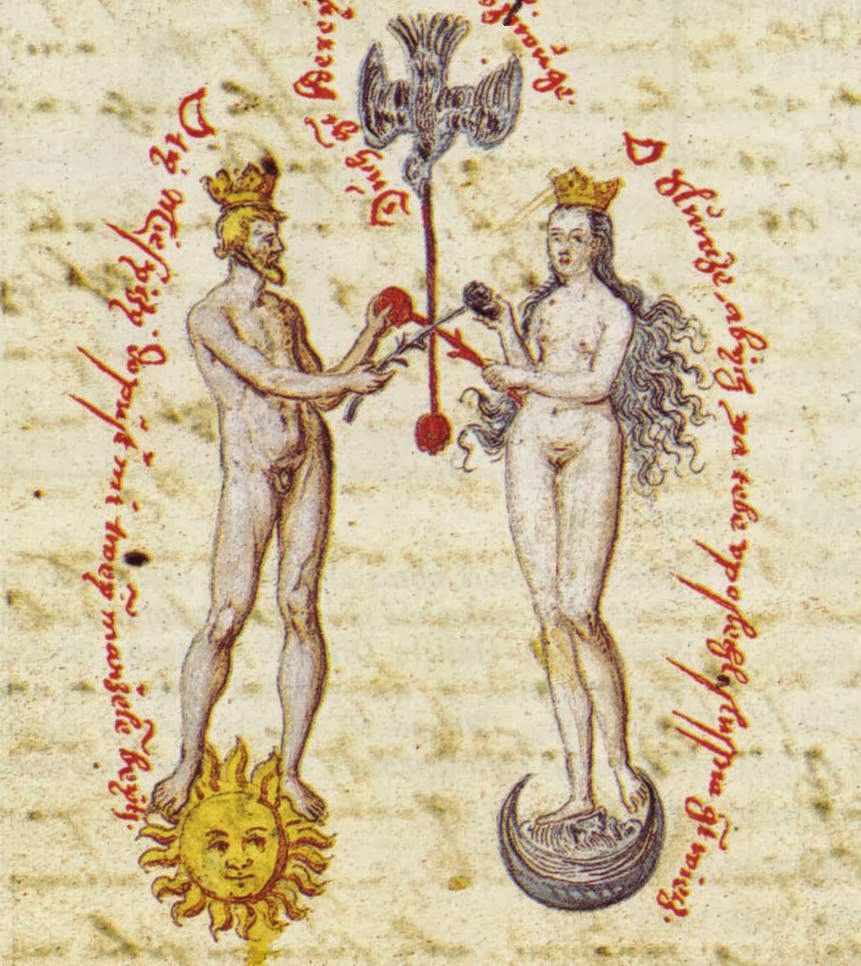
Congiunzione detta anche «sizigia» tra Sole e Luna, raffigurata in forma di matrimonio chimico tra il Re e la Regina, ovvero oro e argento.

Le caratteristiche dei luminari hanno ispirato concetti ricorrenti di dualità, polarità e contrapposizione, che emergono in particolare quando la Luna si trova in posizione astronomicamente antitetica al Sole durante il suo culmine, cioè alla mezzanotte nel plenilunio: si delinea allora il perfetto dualismo di Sole e Luna, che si affievolisce invece quando la seconda torna ad avvicinarsi al primo.
La perfezione di quella contrapposizione astronomica vede paradossalmente la Luna dominare nel mondo superiore manifesto, ed il Sole invece esercitare il proprio influsso migliore in quello infero-invisibile, testimoniato anche dal significato alchemico del sol niger.
Ai due luminari sono state così attribuite qualità opposte: caldo e secco il Sole, fredda e umida la Luna, che si riflettono in corrispondenti atteggiamenti attivi o passivi, estroversi o introversi, ecc. Analogamente Tolomeo nel Tetrabiblos considera l'umore umido tipicamente femminile, associandolo anche a Venere insieme alla Luna, e quello secco tipicamente maschile, associandolo a Marte oltre che al Sole.
Nelle tradizioni astrologiche ed in genere iniziatiche, ermetiche ed alchemiche permane però l'esigenza di riconciliare le caratteristiche di questi due opposti, compresenti in maniera lacerante in ogni individuo, nella figura del rebis, o androgino, simbolo delle nozze sacre tra Sole e Luna (sizigia), ovvero tra Uomo e Donna, Giorno e Notte, Cielo e Terra, spirito e materia.